# Отрада (сельское поселение Захаркино)
Отра́да — посёлок в Сергиевском районе Самарской области, входит в состав сельского поселения Захаркино.

## География
Находится на левом берегу реки Сургут на расстоянии примерно 30 километров по прямой на юго-восток от районного центра села Сергиевск.

## Население
Постоянное население составляло 12 человек (русские 58 %, мордва 42 %) в 2002 году, 8 в 2010 году.

## Инфраструктура
В посёлке располагается ООО «Рыбхоз Отрада».